# Hauthaget
Hauthaget (en francès Hautaget) és un municipi francès situat al departament dels Alts Pirineus i a la regió d'Occitània.

## Demografia
| 1962                                       | 1968 | 1975 | 1982 | 1990 | 1999 | 2007 |
| ------------------------------------------ | ---- | ---- | ---- | ---- | ---- | ---- |
| 50                                         | 59   | 55   | 43   | 30   | 31   | 45   |
| Des de 1962: població sense dobles comptes |      |      |      |      |      |      |

## Administració
| Període | Identitat              | Partit |
| ------- | ---------------------- | ------ |
| 2001-   | Jean-François Fourquet |        |